# トンデミーナ
トンデミーナ（TONDEMINA）は、2004年7月10日より開業した、富士急ハイランドのアトラクションの一つ（絶叫マシン）である。
なお、同年7月9日に開業したナガシマスパーランドの「ジャイアントフリスビー」は、同型のマシンである。

## 概要
50人乗りの円盤が回転しながらスイングするという日本初の絶叫マシン。座席は外向きで足がぶらぶらの状態で乗り込み、「大空へトンデミ～ナ～」というアナウンスでスタート。円盤がゆっくり回転しながらアームが徐々に振れ始める。最終的に地上43m、最大傾斜120度に達し、乗客は景色が逆さまになったように感じる。最高到達点から振り下ろされた時の速度は102km/hに到達する。

## その他
- トンデミーナという名前は富士急行の社長である堀内光一郎氏が命名。海外の同型の絶叫マシンを見て、円盤部分がピザのように見えたことからイタリアらしい名前が良いということで名付けられた。そのため、円盤部分をピザに見立て、裏にはピザの絵が描かれている。公式スポンサーにピザーラを運営するフォーシーズを迎えたのもその為である。
- トンデミーナのアームが画面中央で動かず、景色だけが動いて見えるというTVCMが放映された。バックで流れている曲は、ショパンの子守唄である。
- トンデミーナのスタッフのコスチュームは他のスタッフと異なり、「飛ッ」と書かれた赤いキャップとトンデミーナのロゴの入ったTシャツ（冬場はブルゾン）を着用している。
- アトラクションの側にはピザーラのイートイン店舗「ピザーラエクスプレス」があり、アトラクションのアームに見立てた長いソーセージの乗ったピザ「トンデミーナ」を食べることができる。なお、このピザもこのアトラクション登場後、かつてピザーラのデリバリーのメニューに少しの間存在し、全国で販売されていた事がある。
- かつて「冬の絶叫祭り」というイベントでは、アトラクション内に巨大ルーレットが登場した。乗車中にスタッフがルーレットを回し、乗車後に矢印の止まった番号と同じ座席番号に乗車していた人は景品を貰える「トンデミーナルーレット」というイベントを行っていた。
- 入り口から時計回りに120度ほど進んだところの座席は、傾斜が90度を超えると最上点でいつも真下を向くことになる。
- 2006年12月頃から点検に入り営業を休止していたが、2007年5月13日に営業を再開した。
- 鉄道むすめ（トミーテック）の登場キャラクター・大月みーなは本アトラクションと富士急行線の大月駅にちなんで命名された。
- 長らく富士急現行アトラクションの中では最も身長制限が厳しかったが、2021年7月21に登場したFUJIYAMAタワーのアクティビティ「FUJIYAMAウォーク」が身長制限140cmで最も厳しいアトラクションとなった。更に2022年3月には「パニックロック」が身長制限130cmから140cmに引き上げられている。
- 2023年7月20日に開業した（当初の予定では2022年夏開業予定だった）新大型コースター「ZOKKON」建設の為、2021年5月31日に一旦営業を終了。その後園内のラグーン横（現セントラルパーク）に移設され、2022年4月29日より再稼働した。ピザーラエクスプレスも一旦閉店した後、アトラクション隣の飲食店跡地に移転し、同日に営業を再開した。なお、休業期間中の2021年6月から2022年4月上旬までは、キッチンカー「ピザーラキャラバン」が出店していた。
- 前述の移設に伴い、2021年5月8日から5月31日の期間、乗車中にスタッフがルーレットを回し、乗車後に矢印の止まった番号と同じ座席番号に乗車していた人はオリジナルバンダナを貰える「I'll be back トンデミーナ」というイベントを実施した。

## スペック
- アームの長さ：25m
- 最高到達点：地上43m
- 最大振幅：240度（片側120度）
- 最高速度：102km/h
- 回転速度：13km/h
- 円盤の直径：8.5m
- 乗車定員：最大50名
- 料金：1,500円
- 乗車規定：身長137～195cm 年齢65歳未満
- 製造メーカー：HUSS Park Attractions GmbH（独）